# Olympische Winterspiele 2006/Teilnehmer (Ungarn)
| Gelbes Symbol für Goldmedaillen mit stilisierten Olympischen Ringen | Graues Symbol für Silbermedaillen mit stilisierten Olympischen Ringen | Braundes Symbol für Bronzemedaillen mit stilisierten Olympischen Ringen |
| ------------------------------------------------------------------- | --------------------------------------------------------------------- | ----------------------------------------------------------------------- |
| —                                                                   | —                                                                     | —                                                                       |

Ungarn nahm an den Olympischen Winterspielen 2006 im italienischen Turin mit einer Delegation von 21 Athleten teil. 

## Flaggenträger
Die Shorttrack-Läuferin Rózsa Darázs trug die Flagge Ungarns während der Eröffnungsfeier, bei der Schlussfeier wurde sie von ihrer Teamkollegin Erika Huszár getragen.

## Teilnehmer nach Sportarten

### Biathlon
- Zsófia Gottschall
15 km Einzel: 80. Platz
7,5 km Sprint: 82. Platz
- Imre Tagscherer
20 km Einzel: 78. Platz
10 km Sprint: 76. Platz

### Bob
- Márton Gyulai, Gergely Dániel Horváth, Zsolt István Kürtösi, Tamás Margl, Bertalan Pintér
Vierer Bob: 24. Platz

### Eiskunstlauf
- Attila Elek (Eistanz)
- Nóra Hoffmann (Eistanz)
17. Platz
- Viktória Pavuk
22. Platz
- Júlia Sebestyén
18. Platz
- Zoltán Tóth
24. Platz

### Eisschnelllauf
- Ágota Tóth

### Shorttrack
Herren
- Péter Darázs
1000 m: im Viertelfinale ausgeschieden
1500 m: B-Finale und insgesamt 11. Platz
- Viktor Knoch
1500 m: 5. Platz

Damen
- Rózsa Darázs
- Erika Huszár

### Ski Alpin
- Attila Marosi
Riesenslalom: 38. Platz
Slalom: 42. Platz
- Réka Tuss

### Ski Nordisch
- Zoltán Tagscherer (Langlauf)
- Leila Gyenesei (Langlauf)
10 km Einzel: 69. Platz